# Max Immelmann
Max Immelmann, ook wel bekend als de adelaar van Rijsel, (Dresden, 21 september, 1890 - neergeschoten boven Annay-sous-Lens, 18 juni, 1916) was een Duitse piloot tijdens de Eerste Wereldoorlog. Hij was een vliegende aas en ontving als eerste piloot de Pour le Mérite.

## Zijn leven
Max Immelmann werd op 21 september 1890 geboren in Dresden als zoon van een rijke fabriekseigenaar. Na zijn schooltijd nam hij dienst in het spoorbaanregiment "Berlin". In 1913 en 1914 studeerde hij werktuigbouwkunde in Dresden.
Toen de Eerste Wereldoorlog uitbrak, werd Immelmann opgeroepen door de Luftstreitkräfte. In november 1914 werd hij op training gestuurd om piloot te worden. Na de opleiding werd Immelmann in Frankrijk gestationeerd om dienst te doen als luchtverkenner. Op 3 juni 1915 werd hij neergeschoten door een Franse piloot, maar het lukte hem om veilig te landen achter de Duitse linies. Hiervoor werd hem het IJzeren Kruis Tweede Klasse toegekend. Later dat jaar werd hij gevechtspiloot. Als gevechtspiloot kreeg hij de bijnaam "Der Adler von Lille" ("De adelaar van Rijsel").

## Zijn dood

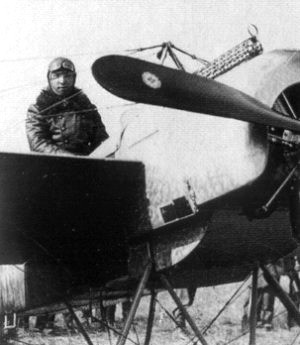
Max Immelmann in zijn Fokker E.I

Op 18 juni 1916 vond Immelmann de dood. Op dat moment vloog hij boven Sallaumines, in Hauts-de-France. Over zijn dood gaan verschillende verhalen. Sommige bronnen, waaronder de Duitse luchtstrijdkrachten, beweren dat Immelmann is gesneuveld door hun eigen vliegtuigafweergeschut. Anderen, waaronder zijn broer, denken dat het mechanisme van zijn machinegeweer defect was geraakt en dat Immelmann zo zijn eigen propeller kapotgeschoten heeft. De Engelse versie beweert dat hij is neergeschoten door piloot R.G. McCubbin en zijn observator J.H.Waller. Max Immelmann is begraven in Dresden op het Johannis-Friedhof.

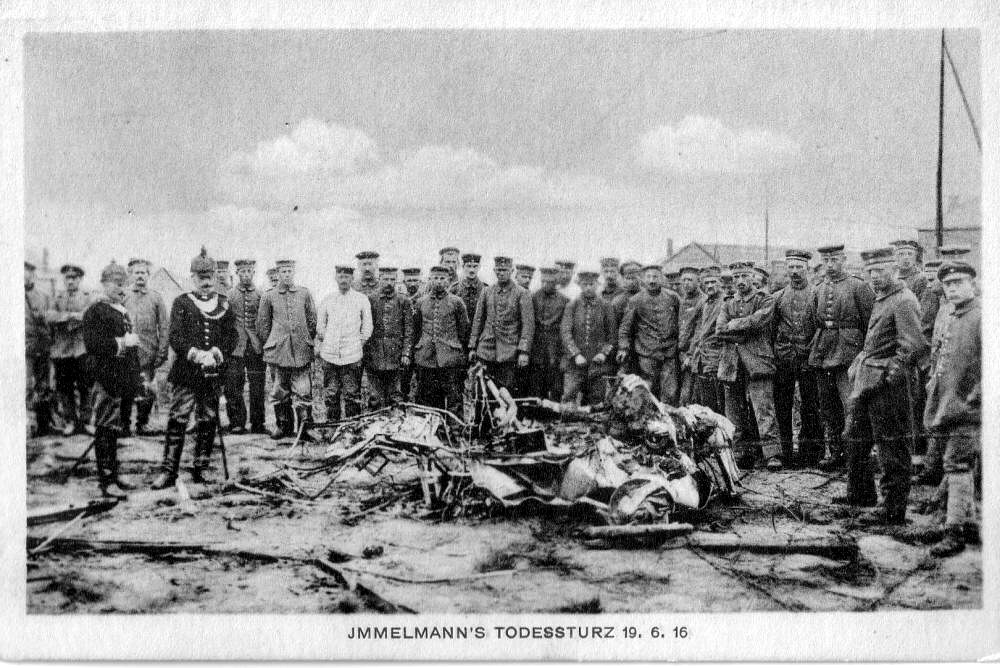
Wrak van het vliegtuig van Immelmann op de dag na zijn crash.

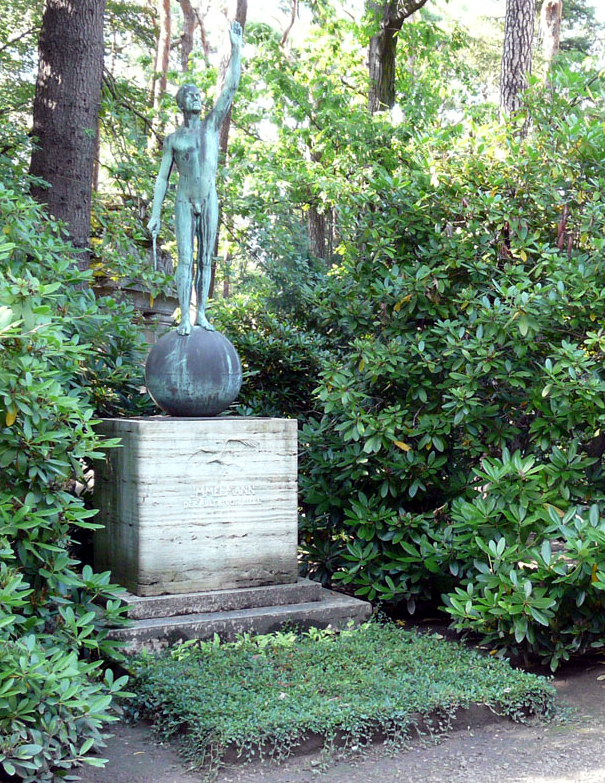
Graf van Max Immelmann.

## Onderscheidingen
Max Immelmann is de eerste piloot die op 12 januari 1916 de Pour le Mérite heeft gekregen. De hoogste Duitse onderscheiding kreeg hierna, in Engeland en de Verenigde Staten, de bijnaam Der Blaue Max. Keizer Wilhelm II heeft de medaille persoonlijk uitgereikt. Tijdens dezelfde ceremonie kreeg ook Oswald Boelcke de onderscheiding.
De Saksische koning benoemde hem tot Ridder en later zelfs tot Commandeur in de exclusieve Militaire Orde van Sint-Hendrik.

## De Immelmann
De naam Immelmann is ook gegeven aan een speciale manoeuvre in de lucht. Een halve looping, gevolgd door een halve rol zodra het hoogtepunt van de halve looping is bereikt, om zo snel van richting te veranderen, staat nu bekend als de Immelmann Manoeuvre. Bovenaan de halve loop vliegt het toestel op zijn kop, maar door de rol keert het toestel weer in zijn normale positie. Het is niet helemaal zeker dat Immelmann deze manoeuvre zelf heeft uitgevoerd, want het is de vraag of zijn toestel, de Fokker Eindecker, deze beweging wel aankon. Waarschijnlijk is de manoeuvre die oorspronkelijk de Immelmann genoemd werd een wingover, een bocht die aan het begin bijna recht omhoog gaat en op het einde weer recht omlaag, waardoor op de manoeuvre op dezelfde hoogte als het begin eindigt. De Immelmann wordt ook gebruikt bij achtbanen.

## Militaire loopbaan
- Kadett: 1905[3]
- Offizieranwärter: 1912[4]
- Leutnant: 14 juli 1915[5]
- Oberleutnant: april 1916[6]

## Decoraties
- Militaire Orde van Sint-Hendrik
  - Commandeur der Tweede Klasse op 29 maart 1916[7] (voor zijn 13 luchtoverwinning)
  - Ridder op 21 september 1915 (voor zijn 12 luchtoverwinningen)
- Ridderkruis in de Albrechtsorde met Zwaarden
- IJzeren Kruis 1914
  - Eerste Klasse op 1 augustus 1915 (voor zijn eerste luchtoverwinning)
  - Tweede Klasse op 3 juni 1915 (voor een succesvolle verkenningsvlucht met Lt. von Teubern (waarnemer))
- Ridderkruis in de Huisorde van Hohenzollern met Zwaarden in november 1915
- Ridder in de Orde van Militaire Verdienste (Beieren) tussen 6–12 december 1915
- Hanseatenkruis van Hamburg op 15 maart 1916 (voor de luchtverdediging voor de burgemeester van Hamburg)
- IJzeren Halve Maan in april/mei 1916
- Medaille van de Orde van de Eer
  - zilver in april/mei 1916
- Ehrenbecher für den Sieger im Luftkampf op 24 december 1915
- Flugzeugführerabzeichen